# Пелт, Кристьян
Кристьян Пелт (эст. Kristjan Pelt; 12 июля 2001, Таллин) — эстонский футболист, центральный защитник.

## Биография
Начал заниматься футболом в родном городе, сначала в академии Андреса Опера, а затем в клубе «Нымме Юнайтед». Первые тренеры — Ральф Рогов, Марко Пярнпуу.
В 2018 году перешёл в «Пайде ЛМ» и начал выступать на взрослом уровне. Дебютный матч в чемпионате Эстонии сыграл 7 апреля 2018 года против «Курессааре». В 2020 году со своим клубом стал серебряным призёром чемпионата, в двух следующих сезонах — бронзовым, а в 2022 году также завоевал Кубок Эстонии. В 2020 году сыграл свой первый матч в еврокубках. 1 марта 2022 года стал автором своих первых голов на высшем уровне, сделав дубль в ворота «Вапруса».
В 2024 году перешёл в клуб первой лиги «Табасалу».
Выступал за сборные Эстонии младших возрастов, провёл более 30 матчей. В октябре 2020 года получил вызов в национальную сборную на матч Лиги наций против Армении, но остался в запасе.

## Достижения
- Серебряный призёр чемпионата Эстонии: 2020
- Бронзовый призёр чемпионата Эстонии: 2021, 2022
- Обладатель Кубка Эстонии: 2021/22
- Обладатель Суперкубка Эстонии: 2023